# SS-065 박위
SS-065 박위는 대한민국 해군의 장보고급 잠수함의 4번함이다.

## 역사
1994년 5월 21일 오전 11시 경남 거제도 옥포조선소에서 이병태 국방장관 내외를 비롯해, 김홍열 해군참모총장, 대우그룹 김우중 회장 등이 참석한 가운데 대한민국 4번째 잠수함인 `박위함' 진수식을 거행했다. 북한 로미오급 잠수함 보다 2배 빠른 22노트 속도를 낸다.
2000년, 림팩 2000 다국적 연합 해군 훈련에 참가했다. 참가 잠수함 중에 제일 작았다. 황군(가상 적군) 잠수함 중 유일하게 단 한번도 공격받지 않았고, 혼자 살아남았며, 미 해군 헬기항모를 비롯해 11척 합계 배수량 9만 6000톤을 어뢰로 격침했다. 'Small but Best'라는 칭송을 받았다. 한국에서 출발, 돌아올 때까지 137일이라는 최장기 항해를 경험했다.
잠수함은 원잠 보다 디젤 잠수함이 자체 엔진소음이 작아 탐지가 힘들며, 크기가 작을 수록 디젤엔진, 전기모터의 소음이 더욱 작아져서 탐지가 힘들다. 대신, 잠수함이 작아지면 원거리 대양 작전이 힘들며, 3인이 1개의 침실을 사용하는 등 매우 가혹한 근로환경으로 장기복무를 원하는 승무원이 급감해 경력단절이 잦다. 미국의 원잠에서는 샤워도 할 수 있다며 부러워 한다. 대신, 그 작은 크기에 따른 작은 엔진소음으로, 짧은 작전반경 내에서 적과 조우하면, 매우 강력한 성과를 낼 수 있다.

## 이름
박위함은 고려말, 조선초 왜구 본거지인 대마도를 공격해 혁혁한 공을 세운 밀양 출신 박위 장군의 이름을 땄다. 1388년 위화도 회군에 참여하고 1389년 대마도 정벌을 했다.
제1차 대마도 정벌은 1389년(고려 창왕 2년) 박위가 이끌었으며, 제2차 대마도 정벌은 1396년(조선 태조 5년)에 있었다. 가장 유명한 제3차 대마도 정벌은 1419년(세종 1년)에 이종무가 이끈 정벌로, 기해동정(己亥東征)이라고도 한다. 장보고급 잠수함 4번함이 박위함 5번함이 이종무함이다.

## 같이 보기
- 209형 잠수함